# Zarafa
Zarafa (* kolem 1825 – † 12. ledna 1845) byla žirafa, která se jako první od dob tzv. medicejské žirafy po více než 300 letech dostala živá do Evropy. Po více než dvouleté cestě a přes 7000 kilometrů vkročila v roce 1827 na evropskou půdu. Další dvě žirafy dorazily do Evropy v letech 1827 a 1828.

## Původ
Zarafa pocházela z oblasti Modrého Nilu v dnešním Súdánu. Byla přivezena do Paříže jako dar Muhammada Aliho Paši, guvernéra Egypta, francouzskému králi Karlu X. Její jméno bylo odvozeno z arabského slova pro „žirafu“ (زرافة, zurāfa).

## Život
Zarafa byla zajata jako mladé zvíře lovci poblíž Sennaru v roce 1825 a nejprve přivezena do Chartúmu na velbloudu. Z Chartúmu byla přepravena lodí přes 2500 kilometrů po Nilu a přes šest nilských kataraktů do Káhiry. Z Alexandrie bylo zvíře v říjnu 1826 přepraveno přes Středozemní moře do Marseille. Do horní paluby lodi byl vyřezán otvor, kterým si žirafa mohla protáhnout krk. Příjezd žirafy do Francie v dubnu 1827 byl senzací. Davy obyvatel se hrnuly obdivovat zvíře při jeho 41denním přejezdu z Marseille do Paříže. Po jejím příjezdu do Paříže dne 30. června 1827 doprovodilo žirafu 60 000 občanů do Jardin des Plantes, kde následně strávila téměř 18 let života. Byla představen králi a celému dvoru dne 9. července v parku zámku v Saint-Cloud. Zarafa zemřela dne 12. ledna 1845. Její mrtvola byla vycpána a exemplář je uložen v Musée d'Histoire naturelle v La Rochelle.
Zarafa inspirovala tzv. žirafí módu. Ženy nosily vlasy stažené do vysokých uzlů „à la girafe“. Muži preferovali vysoké klobouky, takzvané „žirafiky“ (girafiques), stejně jako kravaty a strakaté vesty.

## Další darované žirafy Alího Paši
Ve stejné době poslal Alí Paša do Evropy další dvě žirafy – jednu do Londýna králi Jiřímu IV., druhou císaři Františkovi II. do Vídně – které tam dorazily o něco později než Zarafa, v letech 1827 a 1828. V obou městech vzbudila zvířata stejnou fascinaci jako žirafa v Paříži.
Vídeňská žirafa byla umístěna ve zvěřinci v Schönbrunnu, ale po roce uhynula. Z roku 1828 jsou doloženy vídeňské „valses à la girafe“ pro housle s pianoforte nebo kytarou. Anglická žirafa, rovněž mládě, dorazila do Londýna 11. srpna 1827. Na příkaz Jiřího IV. byla žirafa krmena výhradně mlékem. Obraz z roku 1827, Núbijská žirafa od Jacquese-Laurenta Agasse, ukazuje žirafu v pozadí. Dne 14. října 1829 zvíře zemřelo a bylo vycpáno.